# هنري كوهن (أستاذ جامعي)
هنري كوهن (بالإنجليزية: Henry Cohen) هو أستاذ جامعي أمريكي، ولد في 5 يونيو 1922 في نيويورك في الولايات المتحدة، وتوفي في 14 يناير 1999.